# سلمان يوسف الدوسري
سلمان بن يوسف الدوسري (21 جمادى الآخرة 1388هـ/ 14 سبتمبر 1968م) وزير الإعلام السعودي منذ 5 مارس 2023، وهو الوزير الرابع عشر الذي يتولى حقيبة الإعلام منذ تأسيس الوزارة عام 1382هـ/1963م في عهد الملك فيصل بن عبدالعزيز، يشغل رئيس وعضو مجالس عدد من الإدارات والهيئات الإعلامية والمؤسسات، منها رئيس مجلس إدارة وكالة الأنباء السعودية "واس"، ورئيس مجلس إدارة هيئة الإذاعة والتلفزيون، ورئيس مجلس إدارة الهيئة العامة لتنظيم الإعلام.
والدوسري صحفي وإعلامي وكاتب، ترأس تحرير صحيفتي الاقتصادية والشرق الأوسط، ومجلتيّ الرجل والمجلة، منحه خادم الحرمين الشريفين الملك سلمان بن عبد العزيز وسام الملك عبد العزيز من الدرجة الثانية في 6 أبريل 2021.
شهد قطاع الإعلام منذ تولي سلمان الدوسري الوزارة إطلاق عدد من المبادرات والبرامج الإعلامية، إلى جانب الإعلان عن استراتيجيات تسير عليها منظومة الإعلام بالشراكة مع أكثر من 30 جهة حكومية، إضافةً إلى القطاع الخاص والقطاع الثالث.
وساهم قطاع الإعلام في السعودية في عام 2023 بنحو 14.5 مليار ريال على مستوى الناتج المحلي، في حين يستهدف الوصول إلى نحو 16 مليار ريال مع نهاية عام 2024، كما شكّل استثمار قطاع الإعلام في رأس المال البشري في المساهمة بتوفير فرص وظيفية بلغت نحو 56 ألف وظيفة في 2023.

## نشأته وحياته المهنية
ولد سلمان الدوسري في مدينة الخبر إحدى مدن المنطقة الشرقية في السعودية عام 1968، حيث نشأ وتلقى تعليمه فيها حتى المرحلة الثانوية، وحصل على شهادة البكالوريوس في الإدارة والاقتصاد.
بدأ حياته المهنية معلمًا في إحدى مدارس الخبر، وبعد سنتين عُين مديرًا للمدرسة التي درس فيها الابتدائية، ثم انتقل للعمل في الإدارة العامة للتربية والتعليم حيث شغل عدة مناصب، كما كُلّف بالعلاقات والإعلام التربوي، حتى عام 2002 حيث تم انتدابه من وزارة التربية والتعليم السعودية (وزارة التعليم حاليًا)، إلى وزارة التربية والتعليم في البحرين لمدة أربع سنوات حتى 2006.
بدأ مشواره الصحفي مع المجموعة السعودية للأبحاث والإعلام كمراسل صحفي متعاون مع صحيفة الاقتصادية، وفي عام 2004 أصبح مراسلًا لصحيفة الشرق الأوسط في البحرين، ثم أصبح مسؤولًا عن التحرير في الإمارات العربية المتحدة، والمسؤول عن الملف الخليجي في 2006.

## عمله وزيرا للإعلام
صدر الأمر الملكي بتعيينه وزيرًا للإعلام يوم الأحد 13 شعبان 1444هـ/5 مارس 2023م، وأطلق سلمان الدوسري بعد توليه الوزارة مجموعة من المبادرات التطويرية، وشهد القطاع عددًا من البرامج والفعاليات الإعلامية التي تسهم في تطويره وتعزيز دوره في الحراك الاقتصادي وتحقيق رؤية السعودية 2023، ومن ذلك:

### المبادرات والبرامج الإعلامية
- واحة الإعلام: أُطلقت عام 2023 بهدف تطوير التغطية الإعلامية، من خلال توظيف التقنية الحديثة في مواكبة المناسبات الكبرى والأحداث الوطنية التي تشهدها السعودية.[9] وانطلقت النسخة الدولية الجديدة منها في العاصمة الفرنسية باريس بالتزامن مع مشاركة المملكة في اجتماع الجمعية العمومية 173 لاختيار الدولة المستضيفة لمعرض إكسبو 2030، وتعد هذه النسخة الثانية بعد التي أقامتها الوزارة في نيودلهي خلال مشاركة المملكة في القمة 18 لقادة مجموعة العشرين، كما تعد النسخة الخامسة من الواحة بشكل عام،[10] كما جرى تنظيم النسخة الرابعة من "واحة الإعلام" في الدرعية أثناء استضافة المملكة للقمم الثلاث؛ القمة السعودية الإفريقية، والقمة العربية غير العادية، والقمة الإسلامية الاستثنائية،[9] وكان لـ"واحة الإعلام" التي واكبت أحداث قمة جدة العربية في دورتها العادية الـ32، دور في تعريف الوفود الإعلامية المشاركة من جميع دول العالم؛ على مستقبل البيئة الحضارية المتطورة التي تحتضنها مشاريع السعودية.[11]
- منصة "سعوديبيديا": تأتي المنصة الرقمية للموسوعة السعودية ضمن مبادرات برنامج تنمية القدرات البشرية أحد برامج رؤية السعودية 2030، وتهدف لأن تكون مرجعًا معرفيًا عن المملكة؛ عبر منصة أُنشئت وفق أفضل الممارسات لتصبح المرجع الأول للمعلومة السعودية بعدة لغات.[12][13]

- أول برنامج للصم: هو برنامج تلفزيوني بعنوان "أبلغ من الكلام"، يعرض على قناة الإخبارية، يستهدف نحو 300 ألف مستفيد من ذوي الاحتياجات السمعية في المجتمع السعودي، ويقدم البرنامج مذيع أصم احترف الإعلام.

- قناة "السعودية الآن": أعلن عنها وزير الإعلام سلمان الدوسري بالتزامن مع اليوم الوطني الـ93 للمملكة العربية السعودية، لتكون منصة السعودية الرسمية لنقل الأحداث والفعاليات الرسمية والترفيهية، وتأتي القناة في ظل تزايد الطلب على تغطية المناسبات والفعاليات والمعارض والمؤتمرات في مناطق المملكة كافة، لاسيما في ظل تزايد عدد الفعاليات والمعارض والمؤتمرات التي تستضيفها المملكة ووصولها إلى 5,650 ترخيص فعالية خلال العام 2022، بزيادة قدرها 367% مقارنة بالعام 2021؛ إلى جانب دور القناة في تحقيق استراتيجية الشركات والمؤسسات التي تسعى إلى الوصول لشريحة كبيرة ومتنوعة من الجمهور في المملكة.[14]
- مركز التميز للذكاء الاصطناعي في الإعلام: هو مركز يعد الأول من نوعه في منطقة الشرق الأوسط في هذا المجال، أطلقته وزارة الإعلام والهيئة السعودية للبيانات والذكاء الاصطناعي (سدايا)، يعمل على متابعة انعكاسات تقنيات البيانات الذكاء الاصطناعي على الإعلام، وتفعيل استخداماتها بشكل يخدم رسالة المملكة الإعلامية، وبناء مؤشرات تكفل استخدام البيانات والذكاء الاصطناعي بطريقة مسؤولة في الإعلام، والتعاون مع المؤسسات العالمية المتخصصة في البيانات والذكاء الاصطناعي، إلى جانب متابعته آخر تطورات استخدام تقنيات البيانات والذكاء الاصطناعي في العالم، ودعم قطاع الإعلام بتوجهات هذه التقنيات المستقبلية وانعكاساتها على طبيعة الممارسة الإعلامية؛ ليتمكن الإعلامي السعودي من القيام برسالته الوطنية على أكمل وجه عبر توظيف البيانات والذكاء الاصطناعي في الإعلام بمختلف وسائله المرئية والمقروءة والمسموعة.[15]
- معسكر الذكاء الاصطناعي التوليدي في الإعلام: هو معسكر يهتم بتحقيق الاستفادة من تقنيات الذكاء الاصطناعي التوليدي في الإعلام، يستهدف رؤساء التحرير، ومديري التحرير، والممارسين الإعلاميين المتخصصين في صناعة المحتوى بمختلف أنواعه، حيث يعمل على تزويدهم بالمعارف اللازمة للذكاء الاصطناعي لرفع مستوى مهاراتهم في هذه التقنيات، ومساندتهم في توظيفها بتطوير القطاع الإعلامي عبر برامج معرفية وتقنية متخصصة، تتناول جوانب مفهوم الذكاء الاصطناعي في الإعلام، وتأثيره في صناعة الإعلام، وأدوات الذكاء الاصطناعي التوليدي في الإعلام، والتحديات الأخلاقية للذكاء الاصطناعي التوليدي.[15]
- حج ميديا هب: هي مبادرة دشنها الدوسري، تهدف إلى تقديم مجتمع وبيئة إعلامية متكاملة، تساعد الإعلاميين في إنجاز تغطيات موسم الحج، وإقامة معرض إعلامي تفاعلي يبرز الخدمات المقدمة موسم الحج، يصل عدد مستفيديها أكثر من 2000 إعلامي وزائر دولي.[16]
- ميدياثون الحج والعمرة: مبادرة أطلقها مركز التواصل الحكومي بوزارة الإعلام في 15 فبراير 2024م، بالتعاون مع برنامج خدمة ضيوف الرحمن أحد برامج رؤية السعودية 2030، تهدف إلى ابتكار مبادرات نوعية، ومشروعات إبداعية، وحلول مبتكرة للتحديات التي تواجه القطاع الإعلامي في الحج والعمرة، وتأتي النسخة الجديدة من "ميدياثون" بعد نسخته الأولى التي استقبلت 1000 فكرة، و45 فريقًا متأهلًا للمنافسة، والاستفادة من ورش العمل، وجلسات الإرشاد. وتسعى النسخة الجديدة إلى الوصول لأفكار إعلامية لمنظومة خدمة ضيوف الرحمن بالتشارك مع الجهات والأفراد، عبر استقطاب عدد من الأفكار والمشروعات والمبادرات الإعلامية النوعية التي ستسهم في تطوير إعلام الحج والعمرة، تركز على عددٍ من المسارات من أبرزها؛ صناعة المحتوى الإبداعي، واللغات والترجمة، ومسار الخدمات والتسهيلات الإعلامية.[17]
- معرض تاريخ الدولة السعودية: هو معرض دشنه وزير الإعلام سلمان الدوسري بمناسبة اليوم الوطني الـ93 للمملكة، وهو مبادرة من وكالة الأنباء السعودية "واس" انطلاقا من دورها الإعلامي الوطني، أعد المعرض بأسلوب تفاعلي وتقنيات مرئية لمراحل الدولة السعودية، وفق مسار زمني متسلسل بدءًا من مرحلة تأسيس الدولة السعودية الأولى قبل أكثر من ثلاثة قرون، مرورا بالدولة السعودية الثانية، وصولاً إلى الدولة السعودية الثالثة، وحتى إعلان الملك عبد العزيز بن عبد الرحمن آل سعود توحيد البلاد باسم المملكة العربية السعودية، وبداية عهد الدولة الحديثة وتطورها خلال فترات تعاقب عليها ملوك السعودية، حتى عهد خادم الحرمين الشريفين الملك سلمان بن عبد العزيز آل سعود، وولي العهد رئيس مجلس الوزراء السعودي الأمير محمد بن سلمان. ويأتي المعرض كمنصةٍ تثقيفية معرفية لمختلف فئات المجتمع والمقيمين، فضلا عما يمثله من محطة لوسائل الإعلام والضيوف من الخارج للاستزادة المعرفية بتاريخ الدولة السعودية.[18]

### التطويرات في قطاع الإعلام
- استراتيجية الهيئة العامة لتنظيم الإعلام: أطلقها وزير الإعلام رئيس مجلس إدارة الهيئة العامة لتنظيم الإعلام سلمان الدوسري، إضافةً إلى الهوية الجديدة للهيئة في 18 ديسمبر 2023، وذلك عقب موافقة مجلس الوزراء على الاستراتيجية، التي تهدف إلى تعزيز المحتوى المنتج محليًا، إلى جانب رفع إسهامات قطاع الإعلام في الناتج المحلي الإجمالي لتصل إلى 47 مليار ريال بحلول عام 2030، كما تهدف إلى قيادة القطاع الإعلامي في المملكة نحو الريادة على المستويين الإقليمي والدولي، ورفع جاذبيته الاستثمارية. وتهتم الهيئة بتنظيم قطاع الإعلام المرئي والمسموع والإشراف عليه في إطار يضمن منهجية واضحة لجميع أصحاب المصلحة من مستفيدين ومنشآت وعاملين في هذا المجال، ومن مهامها إدارة عملية التراخيص لجميع أنشطة البث والمحتوى الإعلامي المرئي والمسموع والمقروء وإصدارها.[19][20]
- أكاديمية هيئة الإذاعة والتلفزيون للتدريب: تُسهم في تحقيق الأهداف الإعلامية للمملكة، وصناعة نموذج ريادي، وإعداد كفاءات عالمية، إضافة إلى نشر الثقافة المهنية وسط بيئة للابتكار والوعي الإعلامي، إلى جانب مساهمتها أيضا في صناعة محترفين في كافة المجالات الإعلامية، مثل الإنتاج التلفزيوني، والإنتاج الإذاعي، والصحافة، والمسرح والسينما، إضافة إلى الإعلام الرقمي، والاتصال الجماهيري، وتقديم الدراسات والاستشارات، من خلال أفضل الخبراء بالمجال الإعلامي، وقد دشن الأكاديمية وزير الإعلام رئيس مجلس إدارة هيئة الإذاعة والتلفزيون سلمان الدوسري في 8 أغسطس 2023.[21]
- أكاديمية واس: تُعد أول أكاديمية متخصصة في التدريب الإخباري في الشرق الأوسط، أطلقت في 29 فبراير 2024 وذلك ضمن أعمال مؤتمر مبادرة تنمية القدرات البشرية الذي أقيم في الرياض، وتقدم الأكاديمية برامجها التدريبية في خمسة محاور هي: الصحافة والأخبار، التقنية والذكاء الاصطناعي، القيادة وأخلاقيات الصحافة، شركاء الإعلام، التوعية الإخبارية، موجهة برامجها التدريبية إلى الصحفيين والمصورين، والمهنيين والتقنيين في مجال الإعلام، إضافة إلى طلاب الإعلام، ومسؤولي الشؤون الإعلامية في مختلف الجهات، كما تقدم برامج تطبيقية مدعومة بشراكات محلية وأكثر من 30 وكالة أنباء عالمية، وتهدف وكالة الأنباء السعودية من خلال برامج الأكاديمية إلى تطوير المهارات الإخبارية المتقدمة لتلبية متطلبات السوق، وتعزيز تبني نقل المعرفة والتكنولوجيا والأدوات الحديثة للعمل الصحفي والإخباري، إلى جانب تعزيز الفهم العميق للقضايا الإخبارية والتحديات العالمية.[22][23]
- أكاديمية التواصل: هي أكاديمية متخصصة في الإعلانات الرقمية، تهدف لتطوير القطاع الإعلاني في المملكة، وتمكين الموهوبين في مجال الإعلانات الرقمية من تحسين مهاراتهم في مجال الإعلانات الرقمية، من خلال برامج تنفيذية تعزز المهارات المهنية، وخدمات استشارية وبحوث ابتكارية، ومعسكرات مكثفة، ودورات تدريبية، ودبلومات مهنية، وشهادات متخصصة.[24]

- برنامج تدريب القيادات الإعلامية: هو برنامج يهدف إلى تأهيل الجيل الجديد من القيادات الإعلامية وتمكينها، وتعزيز مهاراتهم، لتكون قادرة على قيادة المؤسسات الإعلامية المحلية والعربية، وتعزيز مهاراتها القيادية وأساليبها التنفيذية، وذلك بالشراكة مع عدد من لجهات الإعلامية العالمية والأكاديميات العالمية. ويعمل البرنامج على تطوير فهم عميق لأساليب القيادة وأفضل الممارسات، وتنمية مهارات التواصل الفعال والتعامل مع الآخرين من أجل التعاون الناجح، ويستهدف الأشخاص العاملين في قطاع الإعلام بخبرة لا تقل عن 10 سنوات ولديهم مهارات قيادية تؤهلهم إلى التحول إلى قائد تنفيذي.[25][26]

- تواصل+: هي إحدى مبادرات برنامج المحتوى الرقمي (Ignite) المتخصصة في توفير فرص التدريب على رأس العمل لحديثي التخرج، والتي انطلقت ضمن 5 مبادرات تدريبية ورقمية لتمكين الموهوبين في المجالات الإعلامية، تهدف المبادرة إلى تنمية الموارد البشرية والقدرات الوطنية وتعزيزها مهنيًّا في صناعة المحتوى الرقمي، وتوفير فرص التدريب في مجال صناعة المحتوى الرقمي، إضافةً إلى مشروع تدريب القيادات الإعلامية، الذي يهدف إلى تأهيل الجيل الجديد من القيادات الإعلامية وتمكينها، لتكون قادرة على قيادة المؤسسات الإعلامية المحلية والعربية، وتعزيز مهاراتها القيادية وأساليبها التنفيذية.[25]
- ميديازون: هو مشروع لتوفير بيئة عمل مشتركة لممارسة مختلف فنون الإعلام، وإيجاد مكان متخصص لتقديم المعارف الإعلامية والمهارات بأساليب متنوعة وحديثة، يضم عدة مناطق منها "المعرفة" وهو مسرح مدرج بسعة 200 مقعد، يضم شاشة عرض تفاعلية، ومنطقة التواصل وهي مساحة للجلوس وتقدين المأكولات والمشروبات الخفيفة، ومنطقة الإبداع وهي أستوديوهات مصغرة للمهتمين بتطبيق مهاراتهم الإعلامية، ويهدف المشروع إلى تعزيز المعارف الإعلامية، واستقطاب المبدعين في جميع المجالات، إضافة إلى دعم المهتمين والمتخصصين وربطهم بأصحاب الخبرة.[25]
- متحدثون+: هو مشروع لتطوير القيادات وتمكينها في الأجهزة الحكومية والقطاع الخاص، وصقل مهاراتها الإعلامية من خلال برامج تدريبية متنوعة، ويعد أحد مشروعات مركز التواصل الحكومي بوزارة الإعلام بالتعاون مع برنامج التحول الوطني، لتدريب المتحدثين الرسميين للجهات الحكومية على يد الخبراء المحليين والدوليين. ويقدم مشروع متحدثون+ بنسخته الجديدة، برامج تدريبية باللغتين العربية والإنجليزية، ومحاضرات تفاعلية افتراضية، إضافة إلى جلسات استشارية شخصية، ومحاكاة للمؤتمرات والأزمات الإعلامية، إلى جانب تقديمه تطبيقات في الاستوديوهات التلفزيونية.[25]

## نشاطه الإعلامي
عمل سلمان الدوسري على تغطية مناسبات عديدة محلية وإقليمية ودولية. وأسهم في طرح قضايا مختلفة في الشؤون السياسة العربية والإسلامية والدولية، كما يعمل على تحليل القضايا السعودية والخليجية. لديه عمود صحافي في صحيفتي الشرق الأوسط والاقتصادية، يطرح من خلاله وجهة نظره التي تُعبّر عن آرائه السياسية والاقتصادية. شارك الدوسري في برامج تلفزيونية عبر العديد من القنوات مثل: بي بي سي (BBC) والعربية والجزيرة وفرانس 24، وغيرهم.
تقلّد الدوسري أيضًا رئاسة تحرير مجلة الرجل والتي تصدر شهريًا باللغة العربية، عن المجموعة السعودية للأبحاث والإعلام، وتركز على أسلوب حياة النخبة من الرجال في العالم العربي، حيث انطلقت المجلة في مايو 1992، وتحتوي على مقالات ومعلومات تهم الرجال. أسهم الدوسري في تطويرها من خلال خطة عمل ركزت على استضافة شخصيات نوعية على الغلاف، بالإضافة إلى مساهمته في تطوير موقعها الإلكتروني.
في عام 2014 عُيّن سلمان الدوسري رئيساً لتحرير لمجلة "المجلة"، وهي مجلة سياسية تصدر شهريًا من لندن باللغتين العربية والإنجليزية، وصدرت طبعتها الأولى في عام 1980. وخلال فترة رئاسته لها، عمل على تناول القضايا التي تمس الشارع العربي.

### صحيفة الاقتصادية
عمل الدوسري في صحيفة الاقتصادية كمراسلٍ صحفي متعاون، حتى عُيّن في أكتوبر 2011 رئيسًا لتحرير الاقتصادية، وقد غطى خلال تلك الفترة مناسبات عديدة محلية وإقليمية ودولية، وأسهم في طرح قضايا مختلفة في الشؤون السياسة العربية والإسلامية والدولية، كما عمل على تحليل القضايا السعودية والخليجية.

### صحيفة الشرق الأوسط
بدأ الدوسري مشواره في صحيفة الشرق الأوسط عام 2004م، حيث انطلق منها مراسلًا لها في البحرين، ثم أصبح مسؤولًا عن التحرير في الإمارات العربية المتحدة، والمسؤول عن الملف الخليجي في 2006 حتى 2009. في ديسمبر 2009 جرى تعيينه مساعدًا لرئيس تحرير الصحيفة بمقرها الرئيس في العاصمة البريطانية لندن حتى عام 2011، ثم رئيسًا لتحرير الشرق الأوسط اعتبارًا من الأول من يوليو 2014.
في 23 نوفمبر 2016 أعلن سلمان الدوسري رسميًا انتهاء عمله رئيسًا لتحرير صحيفة الشرق الأوسط، وتم تعيين الإعلامي اللبناني غسان شربل رئيسا لتحرير صحيفة «الشرق الأوسط». وظلّ الدوسري بعدئذٍ يكتب مقالات في الصحيفة.

## الصندوق الخيري
في أكتوبر من عام 2014، وافق مجلس الوزراء السعودي على تعيين سلمان الدوسري ضمن أربعة أعضاء ممثلين للقطاع الخاص في مجلس إدارة الصندوق الخيري الاجتماعي، وكان الدوسري أيضًا مؤسسًا وعضوًا في مجلس إدارة الجمعية الخيرية لتأهيل الحاسبات الآلية (ارتقاء)، وهي مبادرة تعنى بجمع الحاسبات الآلية المستخدمة، وإعادة تأهيلها، ثم توزيعها على الجهات الاجتماعية والتعليمية.

## الحوارات الصحافية
أجرى الدوسري عددًا من الحوارات مع صناع القرار والمسؤولين منهم: الرئيس المصري عبد الفتاح السيسي، والشيخ محمد بن راشد آل مكتوم، نائب رئيس دولة الإمارات رئيس مجلس الوزراء حاكم دبي، والشيخ خليفة بن سلمان آل خليفة، رئيس وزراء مملكة البحرين سابقًا، والشيخ حمدان بن محمد بن راشد آل مكتوم ولي عهد دبي.
| صورة | الاسم                                                                              | أبرز نقاط الحوار | مراجع         |
| ---- | ---------------------------------------------------------------------------------- | --- | ------------- |
|      | عبد الفتاح السيسي (رئيس جمهورية مصر العربية)                                       | - تعزيز الاستثمارات في مصر. - أهمية الاستقرار الإقليمي والتعاون الأمني. - تطوير البنية التحتية ومشروعات الطاقة. - أهمية دور الإعلام في تشكيل الوعي العام. | [ 32 ] [ 33 ] |
|      | الشيخ محمد بن راشد آل مكتوم (نائب رئيس دولة الإمارات، رئيس مجلس الوزراء، حاكم دبي) | - قوة ومتانة العلاقات الإماراتية السعودية. - الدور المهم للإعلام العربي في نقل الحقيقة.                                                                   | [ 34 ]        |
|      | الشيخ خليفة بن سلمان آل خليفة (رئيس وزراء مملكة البحرين السابق)                    | - الخليج لا يتحمل حرباً جديدة. - نخشى أن يكون السلاح النووي أساس توازنات المنطقة مستقبلاً.                                                                  | [ 35 ]        |
|      | الشيخ حمدان بن محمد بن راشد آل مكتوم (ولي عهد دبي)                                 | |               |